# گرستهایم
گرستهایم (به فرانسوی: Gerstheim) یک کمون در فرانسه با جمعیت ۲٬۹۶۵ نفر است که در Canton of Erstein واقع شده است.